# فدراسیون بسکتبال آندورا
فدراسیون بسکتبال آندورا (کاتالونیایی: Federació Andorrana de Basquetbol) نهاد اداره کننده ورزش بسکتبال در کشور آندورا است. این فدراسیون که در سال ۱۹۸۸ تاسیس شده مقر آن در شهر آندورا لا ولا قرار دارد.